# سبيت خاطر
سبيت خاطر لاعب كرة قدم إماراتي معتزل لعب في أندية العين و الجزيرة و الفجيرة .
إبنه هزاع سبيت يلعب يلعب في نادي الجزيرة .

## قدرات اللاعب
يمتلك قدرات كبيرة في التسديدات من مناطق بعيدة أثمرت عن العديد من الأهداف ذات التأثير الخاص في ترجيح كفة فريقه ويمتلك القدرة على الأداس في أكثر من مركز سواء كان خلف المهاجمين أو كلاعب ة ارتكاز شعلة من النشاط في الملعب -يجيد التقدم خلف المهاجمين- برز في خط الوسط وتألق أجاد في أكثر من مركز

### أهدافه الدولية مع منتخب بلاده
| #  | التاريخ        | موقع اللقاء               | الخصم    | الأهداف | النتيجة | البطولة                                                |
| -- | -------------- | ------------------------- | -------- | ------- | ------- | ------------------------------------------------------ |
| 1. | 10 سبتمبر 2008 | ستاد محمد بن زايد، أبوظبي | السعودية | 1–2     | خسارة   | تصفيات آسيا لكأس العالم لكرة القدم 2010 - الدور الرابع |
| 2. | 29 أكتوبر 2010 | ملعب الوحدة، أبين         | البحرين  | 3–1     | فوز     | كأس الخليج 2010                                        |

## كأس الخليج 2004
و قد سجل هدف في مرمى منتخب قطر لكرة القدم.

## إنجازات اللاعب
- بطولة الدوري العام: حقق مع الفريق الأول لكرة القدم بنادي العين 5 بطولات دوري عام في مواسم 1997/1998، 1999/2000، 2001/2002، 2002/2003، 2003/2004
- بطولة كأس صاحب السمو رئيس الدولة: حقق مع الفريق الأول بنادي العين بطولة كأس صاحب السمو رئيس الدولة 3 مرت في مواسم 1998/1999، 2000/2001، 2004/2005
- بطولة الأندية الخليجية أبطال الدوري: حقق مع فريق العين بطولة كأس أندية مجلس التعاون الخليجي أبطال الدوري عام 2001/2002 وكان من أفضل اللاعبين بهذه البطولة حيث برز فيها بمستوى ملفت للنظر ونال إعجاب الجميع.
- كأس السوبر: حقق مع فريق العين بطولة كأس السوبر عام 2002/2003
- كأس السوبر الآسيوية دوري أبطال آسيا : حقق مع فريق العين بطولة كأس السوبر عام 2003/2004
- بطولة كأس الاتحاد: حقق مع فريق العين بطولة كأس الاتحاد عام 2004/2005
- كأس اتصالات : حقق مع فريق الجزيرة كأس اتصالات عام 2009/2010
- بطولة كأس صاحب السمو رئيس الدولة : حقق مع فريق الجزيرة كأس رئيس الدولة عام 2010/2011
- بطولة الدوري : حقق مع الفريق الأول لكرة القدم بنادي الجزيرة بطولة الدوري عام 2010/2011

## ألقاب اللاعب
حصل على لقب أفضل لاعب بالدوري الإماراتي لكرة القدم للموسم الرياضي 2004/2005
وفي موسم 2008-2009 انتقل لنادي الجزيرة

## وصلات خارجية
- سبيت خاطر على موقع الاتحاد الدولي (مؤرشف)  (الإنجليزية)
- سبيت خاطر على موقع قاعدة بيانات كرة القدم.إي يو (الإنجليزية)
- سبيت خاطر على موقع ناشيونال فوتبول تيمز (الإنجليزية)
- سبيت خاطر على موقع Soccerway.com (الإنجليزية)
- سبيت خاطر على موقع عالم كرة القدم.نت (الإنجليزية)
- شبكة زعيم الإمارات - صوت الأمة العيناوية على الإنترنت نسخة محفوظة 28 فبراير 2009 على موقع واي باك مشين.
- الموقع الرسمي لنادي العين
- صفحة النادي في موقع كورة